# Lawak
Lawak is een bestuurslaag in het regentschap Lamongan van de provincie Oost-Java, Indonesië. Lawak telt 3581 inwoners (volkstelling 2010).